# 빅토리아 팰리스 극장

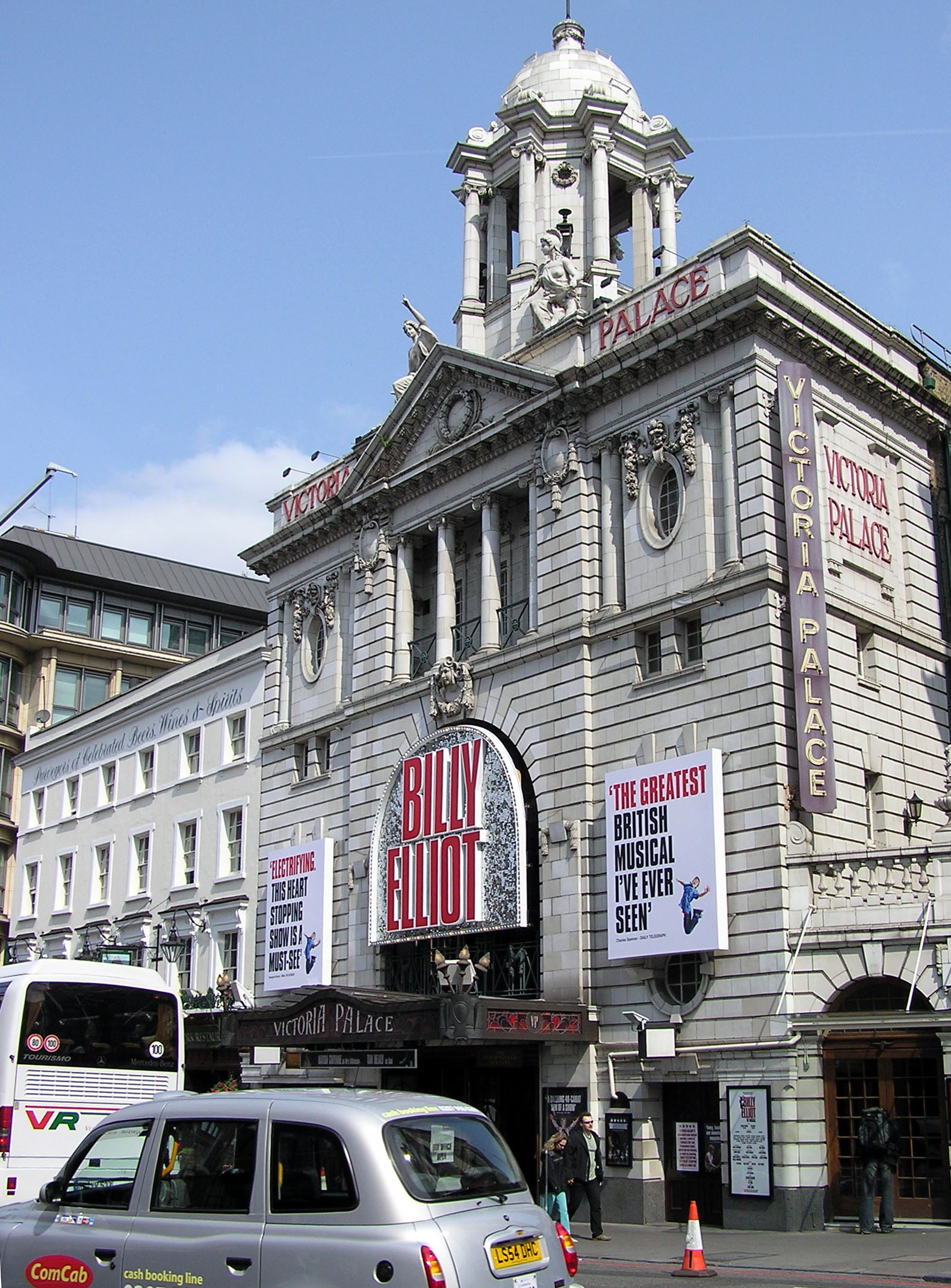
빅토리아 팰리스 극장

빅토리아 팰리스 극장(영어: Victoria Palace Theatre)은 시티 오브 웨스트민스터에 있는 극장이다. 1911년 개장하였다. 2011년 2월 빌리 엘리엇을 공연 하고 있다.